# Fodbold under sommer-OL 2024 (herrer)
Herrernes fodboldturnering ved sommer-OL 2024 afholdes fra 24. juli til 9. august 2024. Det er den 28. udgave af mændenes olympiske fodboldturnering.
Sammen med kvindernes konkurrence afholdes fodboldturneringen ved dommer-OL 2024 på syv stadioner i syv forskellige byer i Frankrig. Finalen afholdes i Parc des Princes i Paris. Hold, der deltager i mændenes konkurrence, er begrænset til spillere under 23 år (født 1. januar 2001 eller senere) med maksimalt tre ældre spillere tilladt.